# Mézidon-Canon (tổng)
Tổng Mézidon-Canon là một tổng thuộc tỉnh Calvados trong vùng Normandie.

## Địa lý
Tổng này được tổ chức xung quanh Mézidon-Canon ở quận Lisieux. Độ cao khu vực này dao động từ 4 m (Méry-Corbon) đến 170 m (Castillon-en-Auge) với độ cao trung bình 42 m.

## Hành chính
| Giai đoạn     | Ủy viên        | Đảng | Tư cách                  |
| ------------- | -------------- | ---- | ------------------------ |
| 2001 - actuel | François Aubey | PS   | Thị trưởng Mézidon-Canon |

## Các đơn vị trực thuộc
Tổng Mézidon-Canon gồm 19 xã với dân số 10 068 người (điều tra dân số năm 1999, dân số không tính trùng)
| Xã                     | Dân số | Mã bưu chính | Mã insee |
| ---------------------- | ------ | ------------ | -------- |
| Les Authieux-Papion    | 60     | 14140        | 14031    |
| Bissières              | 155    | 14370        | 14075    |
| Castillon-en-Auge      | 130    | 14140        | 14141    |
| Coupesarte             | 49     | 14140        | 14189    |
| Crèvecœur-en-Auge      | 502    | 14340        | 14201    |
| Croissanville          | 333    | 14370        | 14208    |
| Grandchamp-le-Château  | 69     | 14140        | 14313    |
| Lécaude                | 148    | 14140        | 14359    |
| Magny-le-Freule        | 313    | 14270        | 14387    |
| Méry-Corbon            | 835    | 14370        | 14410    |
| Le Mesnil-Mauger       | 1 005  | 14270        | 14422    |
| Mézidon-Canon          | 4 713  | 14270        | 14431    |
| Monteille              | 163    | 14270        | 14444    |
| Notre-Dame-de-Livaye   | 130    | 14340        | 14473    |
| Percy-en-Auge          | 228    | 14270        | 14493    |
| Biéville-Quétiéville   | 338    | 14270        | 14527    |
| Saint-Julien-le-Faucon | 582    | 14140        | 14600    |
| Saint-Laurent-du-Mont  | 137    | 14340        | 14604    |
| Saint-Loup-de-Fribois  | 178    | 14340        | 14608    |

## Biến động dân số
| 1962                                                     | 1968  | 1975  | 1982  | 1990  | 1999   |
| -------------------------------------------------------- | ----- | ----- | ----- | ----- | ------ |
| 9 681                                                    | 9 302 | 8 668 | 9 258 | 9 767 | 10 068 |
| Nombre retenu à partir de 1962 : dân số không tính trùng |       |       |       |       |        |